# 中华人民共和国大赦
大赦是1954年《中华人民共和国宪法》中规定的对某一范围内的罪犯一律予以赦免的制度。自1975年宪法起，大赦制度被取消。至1975年宪法修改前，中华人民共和国未实行过大赦。

## 规定
1949年《中華人民共和國中央人民政府組織法》规定：
第七條　中央人民政府委员会，依據中國人民政治協商會議全體會議制定的共同綱領，行使下列的職權：
⋯⋯
七、頒布國家的大赦令和特赦令。
⋯⋯
1954年《中华人民共和国宪法》有如下规定：
第二十七條　全國人民代表大會行使下列職權：
⋯⋯
（十二）決定大赦；
⋯⋯
第四十條　中華人民共和國主席根據全國人民代表大會的決定和全國人民代表大會常務委員會的決定，公佈法律和法令，任免國務院總理、副總理、各部部長、各委員會主任、秘書長，任免國防委員會副主席、委員，授予國家的勳章和榮譽稱號，發佈大赦令和特赦令，發佈戒嚴令，宣佈戰爭狀態，發佈動員令。

即全國人民代表大會对大赦有决定权。中華人民共和國主席根據全國人民代表大會的決定發佈大赦令。
1975年、1978年、1982年《中华人民共和国宪法》皆未规定大赦。